# What Car?
What Car? est un magazine mensuel britannique consacré à l'automobile créé en 1973. En 2017, il est édité par Steve Huntingford et appartient à Haymarket Group.
À sa création, en 1973, What Car? est un magazine principalement consacré aux acheteurs d'automobile plutôt qu'aux passionnés. En plus d'essais de nouveautés, il contient une section dont le but est de guider l'acheteur à choisir sa voiture en fonction de ses besoins et de fournir des astuces pour obtenir des remises à l'achat. Depuis 1978, le magazine organise un trophée de Voiture de l'année (Car of the Year Awards), afin de donner des conseils sur les meilleurs modèles à acheter.
Le site internet du magazine a été créé en 1996. What Car? publie également une édition imprimée bimensuelle en Inde.